# Sleutelbloemfamilie
De sleutelbloemfamilie (Primulaceae) is een plantenfamilie met meest meerjarige, vaste planten. De bloemkleuren variëren daarbij: geel, blauw, rood, roze, en wit, ook meerkleurig komt voor. De familie komt op het hele noordelijke halfrond voor en op verspreide plekken op het zuidelijk halfrond.

## Nederland en België
Volgens de 23e druk van de Heukels komen in België en Nederland de volgende vertegenwoordigers voor (vele hiervan werden  volgens het APG en APG II-systeem, ingedeeld bij de familie Myrsinaceae: zie onder. In het APG III-systeem zijn ze ingedeeld bij de sleutelbloemfamilie).:
- Anagallis (geslacht Guichelheil)
  - Blauw guichelheil (Anagallis arvensis subsp. foemina)
  - Rood guichelheil (Anagallis arvensis subsp. arvensis)
  - Teer guichelheil (Anagallis tenella)
- Centunculus
  - Dwergbloem (Centunculus minimus)
- Primula (geslacht Sleutelbloem)
  - Slanke sleutelbloem (Primula elatior)
  - Gulden sleutelbloem (Primula veris)
  - Stengelloze sleutelbloem (Primula vulgaris)
- Glaux
  - Melkkruid (Glaux maritima)
- Hottonia
  - Waterviolier (Hottonia palustris)
- Lysimachia (geslacht Wederik)
  - Boswederik (Lysimachia nemorum)
  - Penningkruid (Lysimachia nummularia)
  - Puntwederik (Lysimachia punctata)
  - Moeraswederik (Lysimachia thyrsiflora)
  - Grote wederik (Lysimachia vulgaris)
- Samolus
  - Waterpunge (Samolus valerandi)
- Trientalis
  - Zevenster (Trientalis europaea)

## Europa
Buiten de voorgaande soorten zijn in Europa nog bekend:
- Cortusa
  - Geluksklokje (Cortusa matthioli)
- Soldanella (geslacht Kwastjesbloem)
  - Alpenkwastjesbloem  (Soldanella alpina)
  - Soldanella carpatica
  - Hongaarse kwastjesbloem  (Soldanella hungarica)
  - Dwergkwastjesbloem  (Soldanella minima)
  - Bergkwastjesbloem (Soldanella montana)
  - Kleine kwastjesbloem (Soldanella pusilla)
  - Pyrenese kwastjesbloem (Soldanella villosa)

## Omschrijving
De samenstelling van de familie wisselt, van auteur tot auteur. De Angiosperm Phylogeny Website [10 nov 2007] veronderstelt 900 soorten in 9 geslachten. Een aantal geslachten die in het Cronquist-systeem (1981) in deze familie werden geplaatst, worden door APG verplaatst naar de familie Myrsinaceae. Hieronder vallen ook de bovengenoemde geslachten Anagallis, Glaux, Lysimachia, en Trientalis. Ook is Samolus verplaatst naar de familie Theophrastaceae. Overigens volgt de 23e druk van de Heukels deze beslissing niet, maar handhaaft deze geslachten in deze familie.
Een ander bekend geslacht is Soldanella; ook bekend is Dodecatheon, maar dit kan al dan niet ingevoegd worden bij Primula.